# ドラゴンスレイヤー英雄伝説
『ドラゴンスレイヤー英雄伝説』（ドラゴンスレイヤーえいゆうでんせつ、Dragon Slayer The Legend of Heroes）は、日本ファルコムが制作したコンピュータRPGシリーズ、およびその第1作のタイトル。1作目となる『ドラゴンスレイヤー英雄伝説 (I) 』とその続編『ドラゴンスレイヤー英雄伝説II (II) 』の2作品がある。「ドラゴンスレイヤー（ドラスレ）シリーズ」の第6作目であり、「英雄伝説（英伝）シリーズ」の第1期にあたる。

## シリーズ概要
日本ファルコム「ドラゴンスレイヤー・シリーズ」は、パソコン (PC) 向け日本国産ロールプレイングゲーム (RPG) 黎明期において、初代『ドラゴンスレイヤー』や『ザナドゥ』はアクションPPGの先駆けとなり、『ソーサリアン』は基本システムにシナリオを供給することによって、ゲームを無限に楽しめる可能性を示すなど、常に当時のPCゲームの新しい分野や技術面において新たなアイデアを盛り込むことを第一に考えて製作され続けていた。シリーズ外の『イース』や『イースIII』を含めても、それらPCゲーム開発の思想はゲーム画面構成にも現れており、サイドビューのアクションゲームのような画面であったり、画面全体がプレイフィールドであったりした。
「ドラゴンスレイヤー・シリーズ」の第6弾となる『ドラゴンスレイヤー英雄伝説』では、これまで「ドラゴンスレイヤー・シリーズ」で培ってきたRPG制作の在り方を初心にもどし、あえてタイトルはシリーズ第6弾である「VI」の冠を外している。画面構成を見ても既成RPGのシステムを踏襲したオーソドックスなスタイルで登場し、新たな技術面や新ジャンルを形成する挑戦よりも、既成ジャンルをどこまで高めることが出来るかという点に主眼を置いて開発されている。

### ドラゴンスレイヤーシリーズとして
木屋善夫がプロデュースした「ドラスレシリーズ」の6作目に当たるが、当初は『ドラゴンスレイヤーVI』となるところを「VI」の文字を外すというコピーで発売している。ただしMSX2版では起動時に「6」が表示されているなど、完全には統一されていない。
それまでの「ドラゴンスレイヤーシリーズ」におけるリアルタイム・アクション系のゲームスタイルから一転して、『ドラゴンクエスト』のようなストーリーを重視した展開とコマンド選択型によるゲーム進行に変更された。
木屋の退社により、「ドラスレシリーズ」が解体された後は「ドラゴンスレイヤー」を冠さずに『新 英雄伝説』・『英雄伝説I・II』の名称でリメイクや移植が行なわれている。

### 英雄伝説シリーズとして
『英雄伝説シリーズ』の第1期に当たり、その舞台から「イセルハーサ編」と呼ばれる。ただし、『英雄伝説』が『ドラスレ』から独立したシリーズとして確立するのは、『英雄伝説III 白き魔女』から始まる第2期『ガガーブトリロジー』の発売によるものであり、「イセルハーサ編」という名称も後から使用されたものである。
「英雄伝説シリーズ」の元祖としては「コマンド選択型のRPG」であることが以降の作品に引き継がれているが、前述の通り『III』以降で確立したシリーズであるため、シリーズとしての特徴も『III』以降で確立したものが多い。

## ドラゴンスレイヤー英雄伝説

### 概要
「ドラスレシリーズ」の第6作『ドラゴンスレイヤー英雄伝説』の第1作目であり、「英伝シリーズ」および同シリーズ第1期「イセルハーサ編」の第1作目でもある。イセルハーサを舞台とし、ファーレーン王国の王子セリオスを主人公としている。
1989年12月10日にPC-8800シリーズ向けに発売されたのを皮切りに、PC各機種および家庭用ゲーム機にも移植されている。

### 物語
イセルハーサとよばれる豊かな自然に恵まれた世界には、自然の恩恵を受けながら生活する人々がいた。その世界には、ファーレーン王国、ウォンリーク公国、ラヌーラ王国、ソルディス王国、モレストン共和国という5つの国があった。ファーレーン王国は国土面積が小さく、これといった特産物のない貧しい国であったが、国民は心優しいアスエル王のもとで、平和な日々を過ごしていた。
ある日の晩、ファーレーン王国の首都ルディアがモンスターに襲撃された。モンスターは撃退されたものの、その混乱の最中に国王アスエルが殺害されてしまう。国王の最期を看取ったという側近のアクダムは、王から摂政を承ったといい、当時6歳であった王子セリオスは、16歳になって王位を継承するまでサースアイ島のエルアスタの町で養育されることになった。
そして10年後の王位継承日を約2か月後に控えたある日のこと、エルアスタの町がモンスターに襲われてしまう。何とか逃げ延びたセリオスは、モンスターを差し向けたのがファーレーンの摂政アクダムの仕業である事実を知る。セリオスは出会った仲間たちと共に、アクダムの野望を阻止するべく立ち上がることを決意する。

### ゲームシステム
一般的なコンピュータRPGの既成システムを踏襲していることから、プレイヤー・キャラクターをより強力な敵と戦うために育て上げるレベルアップ要素があり、レベルアップのために敵との戦闘によって得られる経験値を積み重ねる作業、俗にいう「経験値稼ぎ」が発生する。『英雄伝説』では、プレイヤーがあらかじめ敵との戦い方を設定することにより、コンピュータが自動的に戦闘を行ってくれる「オート戦闘モード」が導入されており、戦闘のたびにその都度コマンド入力する手間を省略してプレイヤーの「経験値稼ぎ」の手間と時間にかかる労力を減らすをようにしている。設定の仕方も、簡単に5、6項目変更するだけでよく、呪文を優先的に使用したり、体力が少なくなったら自動的に薬草アイテムや回復呪文を使うようにできるものがあるなど、プレイヤーが細かい作業を行わなくて済むように細心の配慮がされたことにより、キャラクターへの感情移入がさらにしやすくなっている。また「オート戦闘モード」は、プレイヤーのパーティーメンバー全員の設定を別々にすることもでき、戦闘中に「自動戦闘モード」からマニュアル（手動）に切り替えて戦うこともできる。レベルアップ時は、コンピュータから与えられた数値を、強さ・かしこさ・すばやさ・運の良さの各パラメータにプレイヤー自身が任意に割り振ることができる。この機能もレベルアップのオート機能に設定することで、コンピュータが自動判断で各項目に振り分けてくれる。
既成のコンピュータPRGでは、ジョイスティックに完全対応しているものも少数ながらあったが、本作品では複雑な操作系を排除して、すべての操作がジョイスティックのみで行うことも可能となっている。敵はマップ（フィールド画面）上に表示こそされないが常に徘徊しており、プレイヤーはマップ上を移動するとエンカウントして戦闘モードになる。ここで逃げると遭遇した敵がマップ上で見えるようになり、プレイヤーは敵のいない方向へ操作することで、遭遇した敵の群れとの戦闘を避けることができるようになっている。
細かい改良点としては、BGMのON・OFF切り替えや移動スピード、メッセージのスピードをゲーム中に変更することや、経験値 (EXP) の表示方法を変更することもでき、現在の総EXP数にすることも、次のレベルアップまでの残りEXP数に表示することもできたりする。また、町や戦闘シーンに入ると、自動的にメモリにセーブされる一時保存機能を持っているため、突然プレイヤー・キャラクターが死んでしまってもセーブし忘れを回避して、メモリ上からデータをロードして死ぬ直前の状態からプレイを再開することができる。ただし、パソコン本体の電源が切れたり、リセットを押したりすると一時保存データは消えるため、10個までデータを保存できるユーザー・ディスクにプレイ中のデータをセーブする必要がある。

### 登場キャラクター
セリオス
15歳。本作の主人公であり、ファーレーン王国の王子。国王アスエルの死後、16歳で王位を継承するまで、エルアスタの町で養育される。よくライアスの目を盗んでは、趣味のスライムいじめに興じていた。好物はビーフシチュー。
リュナン
32歳。ファーレーン王国でアクダムからルディア城を奪回するため、レジスタンスに参加している修道士の男。正体は兄達の悪政を憂うラヌーラ王国の第三王子で、本名はエリオン。生真面目な性格で、特技は長い説教。好物はビーフカレー。
ロー
22歳。クルスの村でフラフラしている遊び人の男。いい加減な性格だが、魔法の腕が自慢で、炎の呪文を得意としている。しかし、魔法以外で役立てないことに対してコンプレックスを抱いている。
ゲイル
26歳。ベルガの鉱山で働かされていた男。正体は大盗賊ゲイルの孫で、ゲイルの3代目となるゲイル3世。盗賊の跡を継ぐのを嫌い、家を飛び出した。
ソニア
20歳。アロンの孫娘で、ファーレーン王国におけるレジスタンスにも参加している。勝ち気な性格で、最初に出会った時も「気の強そうな女」として見られるが、セリオスに許嫁がいると知った時、複雑な心境を見せる一面も持ち合わせている。
ディーナ
15歳。ソルディス王国の王女。まだ見ぬセリオスの許嫁。
アートス
ソルディス王国の国王。ディーナの父。
クレア
ソルディスの王妃。ディーナの母。
フラート
ラヌーラ王国の第一王子にして、現国王。国民に重税を課して苦しめている。
ジェルマン
兄フラートと共に、悪政で評判が悪い。ラヌーラの第二王子。
アクダム
ファーレーン王国の摂政を勤める男。前国王アスエルを暗殺して政治の実権を握る。さらに、セリオスを手にかけてファーレーン王国の国王となることを企てる。
フェリシア
ファーレーン王国の王妃。暗殺された先王アスエルの妻にして、セリオスの母。
ジェストン
ウォンリーク公国の公爵にして、フェリシアの兄。セリオスの伯父。
ライアス
エルアスタの町でセリオスの養育係を務めた男。エルアスタの町がモンスターに襲われた際、セリオスを逃すために犠牲となった。
アロン
ライアスの兄。ファーレーン王国においてアクダムに反対するレジスタンスのリーダーを勤め、クルスの村に潜伏している。
ポム
各地を旅している冒険家の男。
ボアード
海賊の頭を務める男。ゲイルとは親友の関係。母親であるミランダに弱い。酒には目がない。
バーバラ
ラヌーラ王国において年に一度行われる「竜の祭」の司祭を勤める老婆。竜の卵に入ることができる。
ハリー
ルドラの港に住む発明家の男。
大盗賊ゲイル
ファンガスを根城にする大盗賊で、多数の盗賊を従えている。孫であるゲイル3世に自分の跡を継がせたがっている。
ラルフ
ファエトの村に住む考古学者の男。正体は大盗賊ゲイルの息子、ゲイル2世。
ハンス
モレストン共和国の大統領を勤める男。ゲイルとは幼馴染み。
ゴードン
ジャグリの男囚人で、ジャグリを取り仕切るボス。ギルモアの里の地下遺跡を自分の物としている。
ドルカス
ジャグリの男囚人で、ゴードンに対抗するジャグリのナンバー2。
アグニージャ
遠い昔から世界を見守ってきた存在。過去に人間の文明を滅ぼし、人類を絶滅寸前に追い込んだ。竜の姿をしており、「悪神」、「破壊神」、「赤き竜」といった異名を持つ。本作のラストボス。

### 機種ごとの特徴
PC-8801mkIISR以降シリーズ
解像度は640×200ピクセルのアナログ8色表示。CD-ROMドライブのある環境ではサウンドトラックのCDを用いたCD-DAによるBGM再生に対応する。FM音源を鳴らさない設定をすると経験値が多く入るようになっている。のちにIIを発売。
2002年4月24日より、プロジェクトEGGでオンライン販売されている。2024年9月12日よりNintendo Switch版『EGGコンソール ドラゴンスレイヤー英雄伝説 PC-8801mkIISR』が配信。
PC-9801VM/UV以降シリーズ
PC-8801版を解像度640×400ピクセルに描きなおし、ファルコム初の完全400ライン対応ソフト（ただし16色でなくPC88版を400ライン化したアナログ8色）となった。ファンクションキーによるコマンドショートカットは5から10に増加。ゲームデータのセーブ箇所がディスクごとに10箇所から60箇所に増加。PC-9801-26K（サウンドボード）対応。フロッピーディスク3枚組。のちにIIを発売。i486機ではそのままではフラグが立たなくなる場所がありハマりに陥るので、CPUモードLowにしてこの不具合を解消する方法がソフトベンダーTAKERUで発売された後の広報誌「TAKERU PRESS」に読者投稿として掲載されていた。マイコンBASICマガジンにおいて、SHIFTキーを押しながら立ち上げると詳細な各種設定が可能になる裏技が読者コーナーのハガキにて掲載されていたが、これは説明書に明確に書いてある内容である。
プロジェクトEGGでオンライン販売されている。
MSX2
画面は256×212ピクセルアナログ512色中16色表示。解像度、発色数の違いからグラフィックを新たに描き直し、レイアウトの変更も行われている。
解像度とVRAM容量から、オープニングやゲーム中は他の機種と比較し、ディスクアクセスは少なくなっている傾向にある。ただし、パナソニック製などのMSX機種向けにディスクアクセスが最適化されているためソニー製などのMSX機種ではロード時間が非常に長くかかり、データ転送量の大きなところでは顕著な違いが出る。SET ADJUSTで画面位置調整している場合、最初のタイトル名表示時点で(0,0)の標準座標に一時的に補正される。
PAC･FM-PACのセーブ機能ならびにFM音源出力に対応しているが、PAC/FM-PACのSRAMセーブ機能をMSX-MUSIC内蔵機種で認識しないバグがある。ファルコムのMSX用ソフトとして初めてMSX-MUSICに対応したが、同時に自社で発売した最後のMSX用ソフトとなった。MSX-MUSICの無い環境でもPSGによるBGMが再生される。最終ボス戦に専用BGMが追加された。
オープニング・エンディングを除くゲーム本編のテキストはスーパーファミコンなどと同様、ひらがな・カタカナ・英数字のみで行われる。
MSXの仕様でディスクアクセス中は割り込みをかけられないため、ユーザーディスク作成時のBGMはゲーム中には無いが、後の「ファルコムスペシャルBOX'91」のCDのDISC3に収録された。
フロッピーディスク5枚組（ユーザーディスク1枚を含む）。
スポット処理が8角形・フェードアウトが白の横ラインを並べるなど、表示処理の簡略化も見られる。
プロジェクトEGGでオンライン販売されている。
FM TOWNS
内容はPC-98版のベタ移植となっている。CD-DA対応。
X68000
内容はPC-98版のベタ移植となっている。オープニングの星の出方などが異なる。MIDI対応。
PCエンジン
SUPER CD-ROM²用ソフトの第1弾として発売された。声優による声が付き、一部の場面で主要キャラクターが喋る。ボス戦闘のBGMが追加されている。米光亮のアレンジによるCD-DA音源を用いたBGMが特徴的。のちにIIを発売。2007年12月25日よりWiiのバーチャルコンソールで配信されていた（IIの配信は無し）。
スーパーファミコン
戦闘画面に背景が追加されている。バーコードバトラー対応。最終章では、バゼルの塔における隠し通路の先にある部屋において、他社ハード版ではレスの葉が入っている宝箱の中にドラゴンスレイヤーという武器が入っている。攻撃力は、ひかりのつるぎと同じだが最後のボスには効かない。のちにIIを発売。
メガドライブ
日本ファルコムとセガ・エンタープライゼスが共同出資で設立したゲームソフト開発会社セガ・ファルコムが移植。BGMはFM音源だが、キャラクターサイズが大きい。これはPC98版の640×400ドットのキャラクターパーツを320×200のメガドライブにそのまま持ち込んだので単純に縦横それぞれ倍の大きさで表示されるためで、後に発売された英雄伝説IIも同様である。
2004年3月より、セガゲーム本舗でオンライン販売された（現在は終了）ほか、2009年2月10日よりWiiのバーチャルコンソールで配信されていた。
ボス戦など新曲、および一部曲のメロディー追加がされている。スタッフロールには表示はないが、新曲はJDKが作曲している。
Windows
タイトルは「新英雄伝説」となり、「ドラゴンスレイヤー」は付かない。グラフィックは256色で描き直され、章間ビジュアルが追加されている。ボス戦闘のBGM「野望のかけら」が追加（PCエンジンおよびメガドライブのボス戦追加曲とは異なる）、BGMにはCD-DA（パッケージ版のみ）とMIDI (GM) が選択可能で、さらに別売の「新英雄伝説MIDIコレクション」によってGSとSC-88のBGMを追加することができる。マウス対応。ファルコムから発売されたパッケージ以外に、廉価版として、メディアカイト、ソースネクストのパッケージ版、Vector、InterShop、BIGLOBEのダウンロード版が存在する。
X1turbo(非公認)
内容はPC88版のベタ移植だがユーザが勝手に移植したもので数は出回っていない。
プレイステーション
『II』とセットで販売された。
セガサターン
『II』とセットで販売された。
バーコードバトラーII
専用カードソフト。バーコードバトラーIIで再現バトルができる。

### 開発スタッフ

#### PC-88版
- 原作：五十嵐哲也
- 脚本：五十嵐哲也、木屋善夫、川原菜穂子
- 演出：木屋善夫
- マップグラフィック&デザイン：大浦孝浩
- モンスターデザイン：佐藤善美
- ビジュアルグラフィック：田中久仁彦、高橋哲哉、松室剛、大浦孝浩
- 音楽：石川三恵子、川合将明
- プログラミング：木屋善夫、秋葉紀好
- 校正：川原菜穂子
- 調整：立川敏男、原田俊宏
- マニュアル：山崎伸治、中原嘉伸
- プロデュース：加藤正幸

#### Windows版
- ディレクト：早川正
- プログラム：吉田充、永島純、綱島貴博、黒坂敦
- アート&グラフィック：吉永裕昭、下枝孝夫、鈴木秀和、小野聡子、金井まり子、山田淳、村上星児、荒木健、Naoya Nishihara
- サウンド：Falcom Sound Team jdk（石川三恵子、白川篤史、金田直樹、中島勝、新井智、松岡博文）
- スペシャルサンクス：小川勝弘、斉藤宏明、新津誠、Nahomi Sakaguchi
- 監修：山崎伸治
- プロデュース：加藤正幸

### キャスト（PCエンジン）
- セリオス：大倉正章
- リュナン：戸谷公次
- ソニア：原えりこ
- ロー：田中亮一
- ゲイル：掛川裕彦
- ディーナ：皆口裕子
- アグニージャ：銀河万丈

- アクダム：野田圭一
- ライアス、アロン：宮内幸平
- ボアード：西村知道
- シルフィ：寺瀬めぐみ
- 大盗賊ゲイル：永井一郎
- バジール：郷里大輔
- ナレーション：銀河万丈

## ドラゴンスレイヤー英雄伝説II

### 概要
「ドラスレシリーズ」の第6作『ドラゴンスレイヤー英雄伝説』の第2作目であり、「英伝シリーズ」および同シリーズ第1期「イセルハーサ編」の第2作目。前作『I』の続編に当たり、前作から20年後の世界となっている。前作の主人公であるセリオスの息子アトラスが主人公となっており、前作で登場した多くのキャラクターも登場する。地上のイセルハーサと、その地下に広がるファーゲスタを舞台としている。
1992年にPC-8800シリーズ向けに発売されたのを皮切りに、PC各機種および家庭用ゲーム機にも移植されている。「英伝シリーズ」中で唯一、Windowsに移植されていない作品である。

### 物語
アグニージャを倒した後、セリオスはディーナと結婚してファーレーン王国の王となった。セリオスとディーナの間には王子が生まれ、アトラスと名付けられた。それから約16年、アグニージャが倒されてから20年の月日が流れ、アトラスは16歳の誕生日を迎えようとしていた。
そんなある日、イセルハーサ全土を大地震が襲い、各地に深刻な被害をもたらす。その復旧を終えた頃、アトラスはセリオスから各国の指導者たちに見舞いの親書を届けるという命を受け、旅立つことになる。
アトラスが各地を巡る中、ラヌーラ王国を訪れていた際に突然世界各地の「竜の卵」からモンスターが大量発生する事件が発生する。アトラスはその原因を突き止め事件を解決するため、旅の中で出会った仲間たちと共に調査に乗り出す。その中でアトラスたちは、イセルハーサの地下にあるファーゲスタという世界の存在を知り、そこで暮らす人々に関わっていくことになる。

### 登場キャラクター
アトラス
15歳。本作の主人公。前作の主人公であるセリオスとディーナの間に生まれた息子で、ファーレーン王国の王子。国王となる教育を受けるため、エルアスタの町で暮らしている。そのためか、やや世間知らず。外見のみならず、スライムいじめの趣味、ビーフシチューが好物といった点まで、父親のセリオスによく似ている。
ランドー
32歳。シリカ出身の呪文使い。呪文使いはひ弱という世間一般のイメージを嫌い体力作りに励んだため、逞しい体格をしている。辛い物が嫌い。
フローラ
14歳。ナッシュの町長ジェラルドの娘。箱入り娘として育てられたため、世間知らず。優しい性格で、世界中の苦しむ人々の役に立とうと思い、呪文を覚えた。女神フレイアが助けを求める夢を見たことが、旅に出るきっかけとなる。好物はビーフカレー。
シンディ
20歳。常に仮面を被っている大男。記憶を失っており、口数も少なく素性は不明。ファエトの村にて、アトラスと出会った時、知人に似ているという理由で気に入ってしまい、共に旅に出ることになる。
チャールズ王子
7歳（推定）ラヌーラ王国を継いだリュナンことエリオン国王とソニアの間に生まれた王子。
レイシア
ファーゲスタにおいてゴドウィン2世に反対するレジスタンスのメンバーの女性。アトラスたちをレジスタンスに招き入れる。変装を得意としている。
ボザ
ファーゲスタにおいてゴドウィン2世に反対するレジスタンスメンバーの男。
フラッド
ファーゲスタに住むフレイアのマスターの弟子。大地震後に宇宙服のような防護服を着て地上へ調査に赴いた際、ファンガスの盗賊たちにモンスターと間違われて襲撃され、以来地上の人間を恨んでいる。
ゴドウィン2世
ファーゲスタ帝国の皇帝で、本作のラストボス。

### 機種ごとの特徴
PC-8800シリーズ
解像度は640×200ピクセルのアナログ8色表示で、CD-DA対応。フロッピーディスク9枚組。発売が未定だった頃、雑誌に「PC88ユーザーが『ぽっぷるメイル』を買えば、PC88版『英雄伝説II』の発売を約束する。」といった内容の広告が打たれ、ファルコムが発売した最後のPC88用ソフトとなった。
2002年7月2日より、プロジェクトEGGでオンライン販売されている。2024年12月12日よりNintendo Switch版『EGGコンソール ドラゴンスレイヤー英雄伝説II PC-8801mkIISR』が配信。
PC-9800シリーズ
グラフィックは解像度640x400ドットの16色表示になり、PC-8800版からオープニング・エンディングが新たに描き直されている。フロッピーディスク5枚組で、HDDインストールが可能。MS-DOS6.2以後ではバージョンチェックに引っかかり起動しないので、SETVERコマンドを自力で設定する必要がある。
サウンドボードはPC-9801-73対応。PC-9801-86では音がおかしくなる（非公式なパッチ等で対応させることは可能）。
プロジェクトEGGでオンライン販売されている。
PCエンジン
SUPER CD-ROM²用ソフト。声優による声が付き、一部の場面で主要キャラクターが喋る。PCエンジン版の前作（英雄伝説）同様、BGMのアレンジは米光亮が担当。
FM TOWNS
TAKERUからの発売。前作同様PC98版のベタ移植。
スーパーファミコン
戦闘画面に背景が追加されている。バーコードバトラーII対応でバーコードによって有効なアイテムが手に入る。
メガドライブ
BGMはFM音源だが、キャラクターサイズが大きい。章間ビジュアルがカットされており、ドットキャラクターによる演出に変更されている。『I』の時と同様、JDK作曲による新曲が追加されている。
2004年4月よりセガゲーム本舗でオンライン販売されたほか、2009年3月3日よりWiiのバーチャルコンソールで配信されていた。
プレイステーション
『I』とセットで販売された。
セガサターン
『I』とセットで販売された。

### 開発スタッフ（PC-88版）
- シナリオ：秋葉紀好
- プログラミング：秋葉紀好
- アート & グラフィック：菅谷一輝、吉永裕昭、久慈光久、千頭元
- ミュージック：Falcom Sound Team J.D.K.（石川三恵子、白川篤史(効果音)）
- アシスト：早川正、西藤晋市、小野聡子
- ディレクト：木屋善夫
- スペシャルサンクス：蓮井俊也、鈴木繭子、酒井朋子、塩田雄一、小野英樹
- プロデュース：加藤正幸

### キャスト（PCエンジン）
- アトラス：笹木綾子
- フローラ：小山裕香
- ランドー：屋良有作
- シンディ：郷里大輔
- レイシア：林理恵
- ボザ：広中雅志

- セリオス国王：大倉正章
- ディーナ王妃：皆口裕子
- エリオン国王：戸谷公次
- ソニア：原えりこ
- ラウエル：宮内幸平
- バーバラ：津田のぶえ
- 大盗賊ゲイル：永井一郎

- 村長：田中和実
- ナレサ隊長：江川央生
- テクニカのマスター：銀河万丈
- ヨシュアのマスター：小林俊夫
- バイオラのマスター：小林通孝
- フレイアのマスター：平野正人
- 女神フレイア：山本百合子

- フラッド：塩沢兼人
- 皇帝ゴドウィン2世：柴田秀勝
- ナレーション：銀河万丈

## アニメ「ドラゴンスレイヤー英雄伝説 王子の旅立ち」
1992年に発売された全2話のOVA作品。VHS、LDがそれぞれ全2巻（各巻1話）で発売された。また、サウンドトラックCDとして「交響詩 ドラゴンスレイヤー英雄伝説 Vol.2」が発売された。
内容は『ドラゴンスレイヤー英雄伝説』における1章の内容をベースにしているが、キャラクターやストーリー展開は大きく異なっており、一部の世界背景や固有の名称以外はほぼ別物となっている。また、セリオスの必殺技「こっぱ微塵斬り」や、ソニアとドラゴンの融合合体など、アニメオリジナル要素も多数存在している。そのため、当時の原作ファンにはおおむね不評で、上崎よーいちは「粗製乱造のゲーム原作の悪い例」と評している。

### サブタイトル
1. 王子の旅立ち 第1章（1992年10月21日 発売）
2. 王子の旅立ち 第2章（1992年11月21日 発売）

### キャスト
- セリオス：山口勝平
- ソニア：山崎和佳奈
- アクダム：笹岡繁蔵
- リュナン：堀秀行
- ゲイル：大塚明夫
- ロー：飛田展男
- ザギー：岡和男
- モンスター：太田真一郎
- フェリシア：横尾まり
- アロン：宮内幸平

### スタッフ
- 製作：宮下昌幸
- 原作：日本ファルコム株式会社
- 企画協力：加藤正幸
- プロデューサー：中澤稔、春田克典
- オリジナル・キャラクターデザイン：石川賢
- 特技監修：毛利和昭
- 脚本：松崎健一
- 監督：中村憲由
- 絵コンテ：中村憲由、難波日登志、毛利和昭、平松禎史
- アニメーション・キャラクター・デザイン：平井久司
- ENEMY キャラクターデザイン：中村明
- モンスター キャラクターデザイン：柳沢哲也
- 作画監督：平井久司 (中村プロ)
- 美術監督：脇威志
- 音楽プロデューサー：境富士雄
- 音楽ディレクター：内田拓夫、石川三恵子
- 音楽 作曲：Falcom Sound Team J.D.K.、編曲：寺嶋民哉
- 音響監督：早瀬博雪
- 編集：岸眞理
- 制作主任：皆川護
- 制作：DoragonSlayer:PROJECT, FAI international CO:LTD.
- 原画：清水健一
- セルワーク：清水健一
- 製作・発売：株式会社アミューズビデオ
- 販売：キングレコード株式会社

## 音楽CD
『ドラゴンスレイヤー英雄伝説』シリーズに関連した音楽CDの一覧。

### ドラゴンスレイヤー英雄伝説
- PERFECT COLLECTION ドラゴンスレイヤー英雄伝説（KICA1003-4, 1990年4月5日 発売）
- 交響詩 ドラゴンスレイヤー英雄伝説（KICA1101, 1992年3月25日 発売）
- 交響詩 ドラゴンスレイヤー英雄伝説 Vol.2（KICA1113, 1992年10月21日 発売）
- ドラゴンスレイヤー J.D.K. SPECIAL（KICA1110-1, 1992年7月22日 発売）

### ドラゴンスレイヤー英雄伝説II
- PERFECT COLLECTION ドラゴンスレイヤー英雄伝説II（KICA1117-1118, 1993年1月21日 発売）

### その他
- PREPRIMER
  - PREPRIMER（KICA1018, 1990年11月15日 発売）
    - （復刻版）PREPRIMER（NW10102270, 1999年12月22日 発売）

  - PREPRIMER II（KICA1031, 1991年7月5日 発売）
- ファルコムスペシャルBOX
  - ファルコムスペシャルBOX '91（KICA9001-4, 1990年12月21日 発売）
  - ファルコムスペシャルBOX '92（KICA9009-11, 1991年12月21日 発売）
- J.D.K.BAND
  - FALCOM J.D.K.BAND 1（KICA1019, 1991年1月1日 発売）
    - （復刻版）FALCOM J.D.K.BAND 1（NW10102290, 1999年12月22日 発売）

  - FALCOM J.D.K.BAND 2（KICA1035, 1991年9月5日 発売）
  - FALCOM VOCAL SPECIAL J.D.K.BAND 3（KICA1128, 1993年7月21日 発売）
- FALCOM VOCAL COLLECTION
  - FALCOM VOCAL COLLECTION I（KICA1042-3, 1991年10月21日 発売）
  - FALCOM VOCAL COLLECTION II（KICA1044-5, 1991年10月21日 発売）
  - FALCOM VOCAL COLLECTION III（KICA1129, 1993年8月21日 発売）
  - FALCOM VOCAL COLLECTION IV（KICA1179, 1996年5月22日 発売）
- FALCOM PERFECT SOUND CATALOG
  - FALCOM PERFECT SOUND CATALOG I（KICA1105-6, 1992年7月4日 発売）
  - FALCOM PERFECT SOUND CATALOG II（KICA1107-8, 1992年7月4日 発売）
- その他
  - FALCOM NANBA COLLECTION（KICA1056, 1992年2月21日 発売）
  - FALCOM NEO CLASSIC（KICA1114-5, 1992年11月21日 発売）
  - FEENA（KICS238, 1992年9月26日 発売）
    - （復刻版）FEENA（NW10102310, 1999年12月22日 発売）

  - FALCOM ENDING COLLECTION 1987-1992（KICA1132-3, 1993年10月21日 発売）
  - 英雄伝説 PIANO COLLECTION [CD EXTRA]（KICA1194, 1996年12月21日 発売）
    - （復刻版）「英雄伝説I〜IV」 PIANO COLLECTION（NW10102440, 2001年2月10日 発売）

## データ集
『ドラゴンスレイヤー英雄伝説』シリーズに関連したデータ集の一覧。
- MIDI COLLECTION
  - 英雄伝説 MIDI COLLECTION（1996年1月26日 発売）
  - 新 英雄伝説 MIDI COLLECTION（1997年4月25日 発売）
- MATERIAL COLLECTION
  - 英雄伝説 MATERIAL COLLECTION（1996年1月26日 発売）
  - FALCOM MATERIAL COLLECTION（1996年6月28日 発売）
- FALCOM MUSIC SAMPLER
  - FALCOM MUSIC SAMPLER '96（1996年5月24日 英雄伝説IV 朱紅い雫 特典）
  - FALCOM MUSIC SAMPELR '97（1996年12月20日 ロードモナーク Original 特典）